# NGC 5668
NGC 5668 este o galaxie spirală situată în constelația Fecioara. A fost descoperită în 29 aprilie 1786 de către William Herschel.